# Las Kakamega

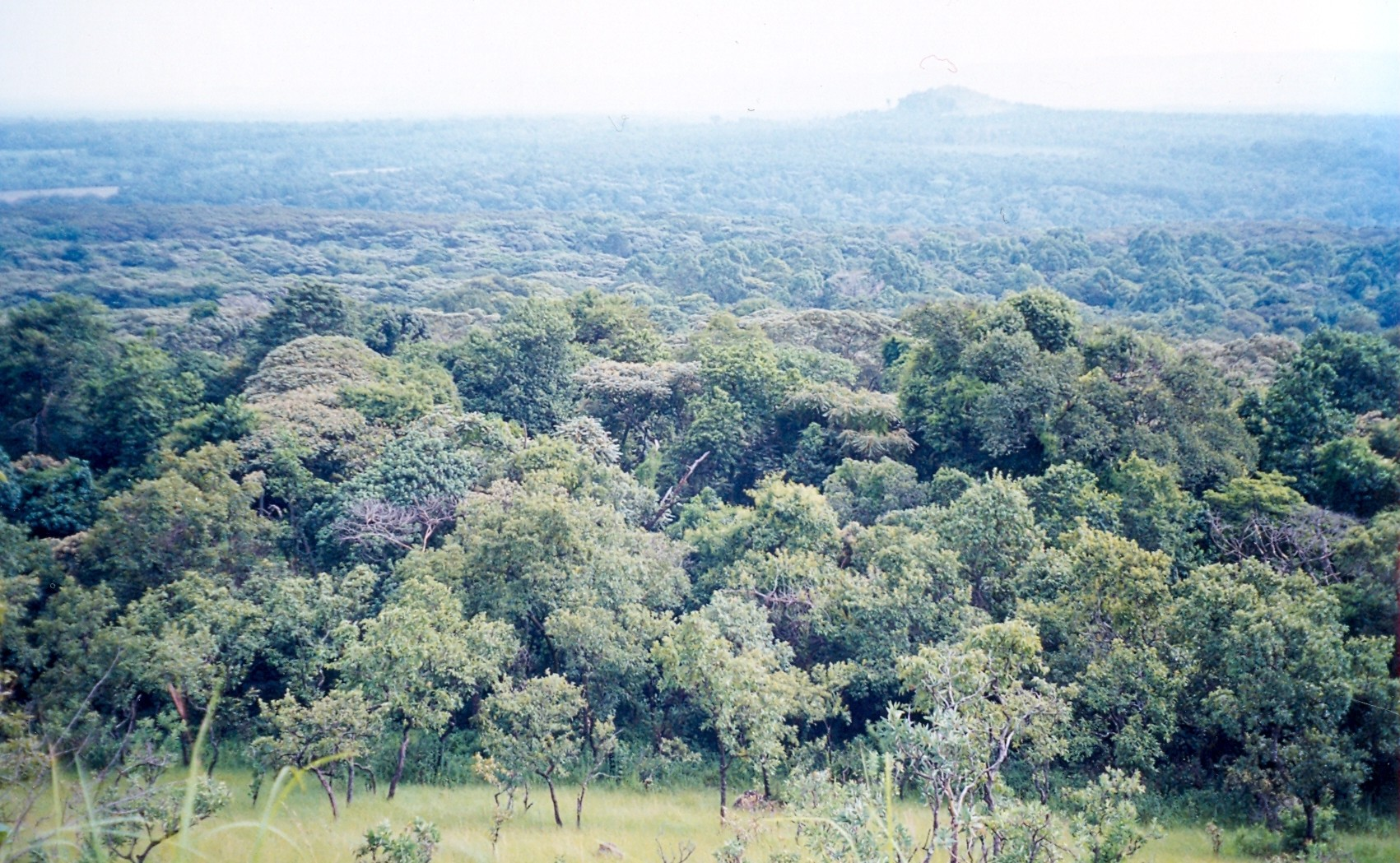
Las Kakamega

Las Kakamega (ang. Kakamega Forest, suahili: Msitu wa Kakamega) – las tropikalny w Kenii, niedaleko granicy z Ugandą i ok. 50 km na północ od Kisumu, leżącego nad Jeziorem Wiktorii. Obecnie jest jedyną pozostałością (na terenie Kenii) gwinejsko-kongijskiego lasu równikowego, który 400 lat temu rozciągał się od Oceanu Atlantyckiego do Oceanu Indyjskiego.
Obecnie zajmuje obszar ok. 230 km², a jego powierzchnia jest dziesięć razy mniejsza niż w 1990 r. Jest domem dla ponad 400 gatunków motyli (to ok. 45% motyli znanych w Kenii), ponad 300 gatunków ptaków, 27 gatunków węży, a także 7 gatunków naczelnych w tym: zagrożonego wymarciem koczkodana nadobnego, gerezy czarnej, gerezy białej oraz koczkodana tumbili. W lesie można też spotkać lori potto z rodziny małpiatek (najwolniejszego ssaka na świecie), Dujkery czy osobniki z rodzaju małych antylop Madoqua. Zamieszkują tu także gatunki owocożernych nietoperzy rudawkowatych (m.in. pies młotogłowy o rozpiętości skrzydeł dochodzącej do 1 metra), które szczególnie sobie upodobały szyb nieczynnej już kopalni złota. Większość zwierząt tu występujących to gatunki endemiczne. Występuje tu także ponad 350 gatunków drzew.
Klimat jest tu bardzo wilgotny, z przeciętną roczną sumą opadów wynoszącą ponad 2 metry. Długa pora deszczowa przypada tu na marzec i kwiecień, zaś krótka na listopad i grudzień.
Decyzją kenijskiego parlamentu, część Lasu Kakamega o wielkości 44 km² oficjalnie uzyskała status rezerwatu dopiero w maju 1985 r., chociaż wcześniej również był on chroniony przez władze kolonialne, a potem przez rząd wolnej Kenii.
Dla zwiedzających udostępnione są dwa obszary: Rezerwat Lasu Kakamega (w południowej części) oraz Rezerwat Narodowy Lasu Kakamega (położony nieco na północ), do którego wstęp jest płatny. W lesie jest wiele pieszych ścieżek liczących od 1 do 7 km długości.